# روي إم. بيج
روي إم. بيج هو قاضي ومحامي وسياسي أمريكي، ولد في 7 سبتمبر 1890، وتوفي في 8 أكتوبر 1958 في بوفالو في الولايات المتحدة. نشط حزبياً في الحزب الجمهوري. وقد انتخب عضو مجلس ولاية نيويورك ‏.